# Mihail Artamonov
Mihail Artamonov (n. 20 iulie 1997, Sankt Petersburg, Rusia) este un taekwondist ce a reprezentat Rusia, medaliat olimpic. A participat la o ediție a Jocurilor Olimpice (2020) în care a câștigat o medalie de bronz.